# البحث عن البطارية الفائقة
البحث عن البطارية الفائقة: اكتشف عالم البطاريات . هو فيلم وثائقي أمريكي لعام 2017 حول تخزين الطاقة وكيف يمكن أن يساعد في توفير مستقبل صديق للبيئة أو صديق للبيئة. تم وصف الآلية الأساسية للبطاريات ، بما في ذلك أنواع الليثيوم أيون. كما يتم عرض الفوائد والقيود الخاصة بالبطاريات المختلفة. تمت مناقشة تفاصيل البحث عن بطارية أكثر أمانًا وقوة وعمرًا وأقل تكلفة ، تسمى "البطارية الفائقة". يتم فحص الأهمية الواسعة لأجهزة تخزين الطاقة ، في الهواتف المحمولة والسيارات ، وفي نظام الشبكة الكهربائية العام للولايات المتحدة ، بالتفصيل.

## المشاركون
الفيلم الوثائقي رواه جاي أو. ساندرز ويتضمن المشاركين التالية أسماؤهم (مرتبة أبجديًا حسب الاسم الأخير؛ أنظر الأصل الإنكليزي).
 

## ملخصات في وسائل الإعلام
وفقًا لديفيد تمبلتون من Pittsburgh Post-Gazette ، فإن البرنامج "يمشي بالمشاهد عبر كيفية عمل البطاريات ، ويعود إلى هذا الموضوع مرارًا وتكرارًا لشرح الاختلافات في التصميم لإنشاء بطاريات وطاقة أرخص وأكثر أمانًا وتدوم طويلاً - أنظمة التخزين ". الاكتشافات البارزة ، الواردة في البرنامج ، وفقًا لتقارير تمبلتون ، هي بطارية آمنة "مصنوعة من إلكتروليتات المياه المالحة" ، بالإضافة إلى بطارية آمنة "مصنوعة من البلاستيك الذي يمكن أن يستخدم معدن الليثيوم بدلاً من أيون الليثيوم التقليدي لإنتاج يدوم طويلاً وآمن. كتبت "فيكي هاليت" من صحيفة واشنطن بوست أن بطاريات الليثيوم أيون "اكتسبت شعبية واسعة بسبب قدرتها على تعبئة الكثير من الطاقة في حزمة خفيفة الوزن". ومع ذلك فإن مثل هذه البطاريات - بسبب الخصائص الحرارية الجامحة لأنواع مختلفة من الخلايا القابلة لإعادة الشحن التي تحتوي على الليثيوم والتي تستخدم أكسيد الكوبالت والليثيوم في أقطابها الموجبة - يمكن أن تشتعل. يعرض البرنامج عدة طرق ممكنة لجعل البطاريات أكثر أمانًا. ذكرت هاليت أن البرنامج يقدم فكرة مهمة: "البطاريات تتطور للقيام بالمزيد ، والقيام بذلك بأمان. إنه موضوع قوي.

## أنظر أيضا
- نظام طاقة تخزين بحدافة
- فوسفات الحديد والليثيوم

- جدار طاقة تسلا
- احتياطي الطاقة هورنسديل